# Tepepa de Zaragoza, Zoquitlán
Tepepa de Zaragoza är en ort i Mexiko.   Den ligger i kommunen Zoquitlán och delstaten Puebla, i den sydöstra delen av landet, 260 km öster om huvudstaden Mexico City. Tepepa de Zaragoza ligger 1 172 meter över havet och antalet invånare är 428.
Terrängen runt Tepepa de Zaragoza är huvudsakligen bergig, men österut är den kuperad. Terrängen runt Tepepa de Zaragoza sluttar brant österut. Runt Tepepa de Zaragoza är det ganska tätbefolkat, med 96 invånare per kvadratkilometer. Närmaste större samhälle är Huitzmaloc, 4,0 km nordväst om Tepepa de Zaragoza. I omgivningarna runt Tepepa de Zaragoza växer i huvudsak städsegrön lövskog.